# Чернече (Одесская область)
Черне́че (укр. Черне́че) — село, относится к Балтскому району Одесской области Украины.
Население по переписи 2001 года составляло 1002 человека. Почтовый индекс — 66125. Телефонный код — 4866. Занимает площадь 5,46 км². Код КОАТУУ — 5120689101.
В селе родился Герой Советского Союза Сергей Леоницкий.

## Местный совет
66123, Одесская обл., Балтский р-н, с. Чернече